# Palazzo Municipale (Mantova)

Palazzo Municipale

Il Palazzo Municipale è uno storico edificio di Mantova, sito in via Roma 39.

## Storia e descrizione
Il palazzo venne edificato nel XVI secolo e fu la residenza di Emilia Cauzzi Gonzaga, figlia naturale di Federico II Gonzaga, V marchese di Mantova e della sua amante Isabella Boschetti. In seguito divenne di proprietà di Scipione Gonzaga, principe di Bozzolo. Dal 1797 è la sede degli uffici comunali.
La municipalità lo acquistò nel 1819 e operò una profonda ristrutturazione dell'edificio. Dal 1829 al 1832 l'architetto Giovanni Battista Vergani provvide a sistemare la facciata in stile neoclassico, aggiungendo una serie di semicolonne ioniche, tra le quali spicca lo stemma della città.